# Kaplica pw. Najświętszego Serca Pana Jezusa w Elblągu
Kaplica pw. Najświętszego Serca Pana Jezusa – kaplica rzymskokatolicka w Elblągu w województwie warmińsko-mazurskim.
Chociaż Elbląg położony był w niewielkiej odległości od Braniewa, siostry katarzynki z domu generalnego w Braniewie dotarły tu z posługą dopiero po 300 latach. Pierwszą fundację i przedszkole utworzyły w podelbląskiej wsi Pangritz (obecnie Zawada) w 1887 roku. Od 1893 roku rozpoczęły działalność w samym Elblągu. Na początku ich siedziba znajdowała się w domu parafialnym przy ulicy Rybackiej 10 (Fischerstraße), gdzie otrzymały 4 pokoiki. W 1900 (lub 1901) roku przeniosły się do nowej lokalizacji przy ul. Zamkowej 17 (Burgstraße). Tu wybudowano Dom Świętego Józefa (St. Josefsheim), mieszczący m.in. lazaret na 30 łóżek. Kierownictwo nad ośrodkiem sprawowała siostra przełożona Arcadia Schmalenbach (późniejsza matka generalna zgromadzenia). Dom Świętego Józefa połączony został z kaplicą zakonu. Kaplica zgromadzenia zakonnego pw. Najświętszego Serca Pana Jezusa wybudowana została w latach 1910–1912 i poświęcona uroczyście 7 października 1912 roku. Pierwszych pensjonariuszy katarzynki zaczęły przyjmować w 1913 roku. W 1931 katarzynki zakupiły sąsiedni budynek przy ul. Zamkowej 18, w którym na parterze urządzono dom dziennego pobytu dla osób bezrobotnych.
Kaplica pw. Najświętszego Serca Pana Jezusa jest jedyną świątynia w Elblągu, która przetrwała czasy II wojny światowej bez żadnych zniszczeń. Po zdobyciu Elbląga przez Armię Czerwoną siostry katarzynki zostały wypędzone do Pasłęka. Nie wiadomo, jaki los w tym czasie spotkał pensjonariuszy domu starców. Katarzynki, którym udało się przeżyć, mogły tu powrócić dopiero w maju 1945. Zastały splądrowany klasztor i zniszczone paramenty liturgiczne. Władze miasta przeznaczyły obiekty sióstr katarzynek na dom dla sierot. Siostry podjęły starania o wyjazd dzieci do Niemiec. Transport z dziećmi doszedł do skutku 1 grudnia 1946. Transportem kolejowym (wagony towarowe zaopatrzone w piecyki) wyjechało 126 dzieci wraz z obsługą sierocińca. Nie wszystkie jednak siostry opuściły placówkę. Dzięki nim obiekt zakonny został ocalony od rabunków i zniszczenia. Siostry katarzynki prowadziły w nim m.in. internat dla dziewcząt ze szkół średnich.
Obiekt kaplicy jest niewielką budowlą, w stylu neoromańskim, o licowanych cegłą elewacjach (z wyjątkiem elewacji południowej), jednonawową, z półkolistą absydą od strony wschodniej. Kaplica nakryta jest dachem dwuspadowym z sygnaturką we wschodniej części kalenicy. Od 1974 roku kaplica była na okres 10 lat udostępniona do odprawiania mszy św. w obrządku greckokatolickim (do momentu uzyskania na własność przez grekokatolików innej kaplicy przy ul. Traugutta). 16 listopada 2006 roku wpisana została do rejestru zabytków pod nr. A-4349.
Współcześnie budynek przy ul. Zamkowej 17 wraz z kaplicą stanowi własność Caritasu w Elblągu. Działa tu m.in. jadłodajnia dla bezdomnych Caritasu Diecezji Elbląskiej, poradnia rodzinna oraz centrum wolontariatu.

## Galeria zdjęć

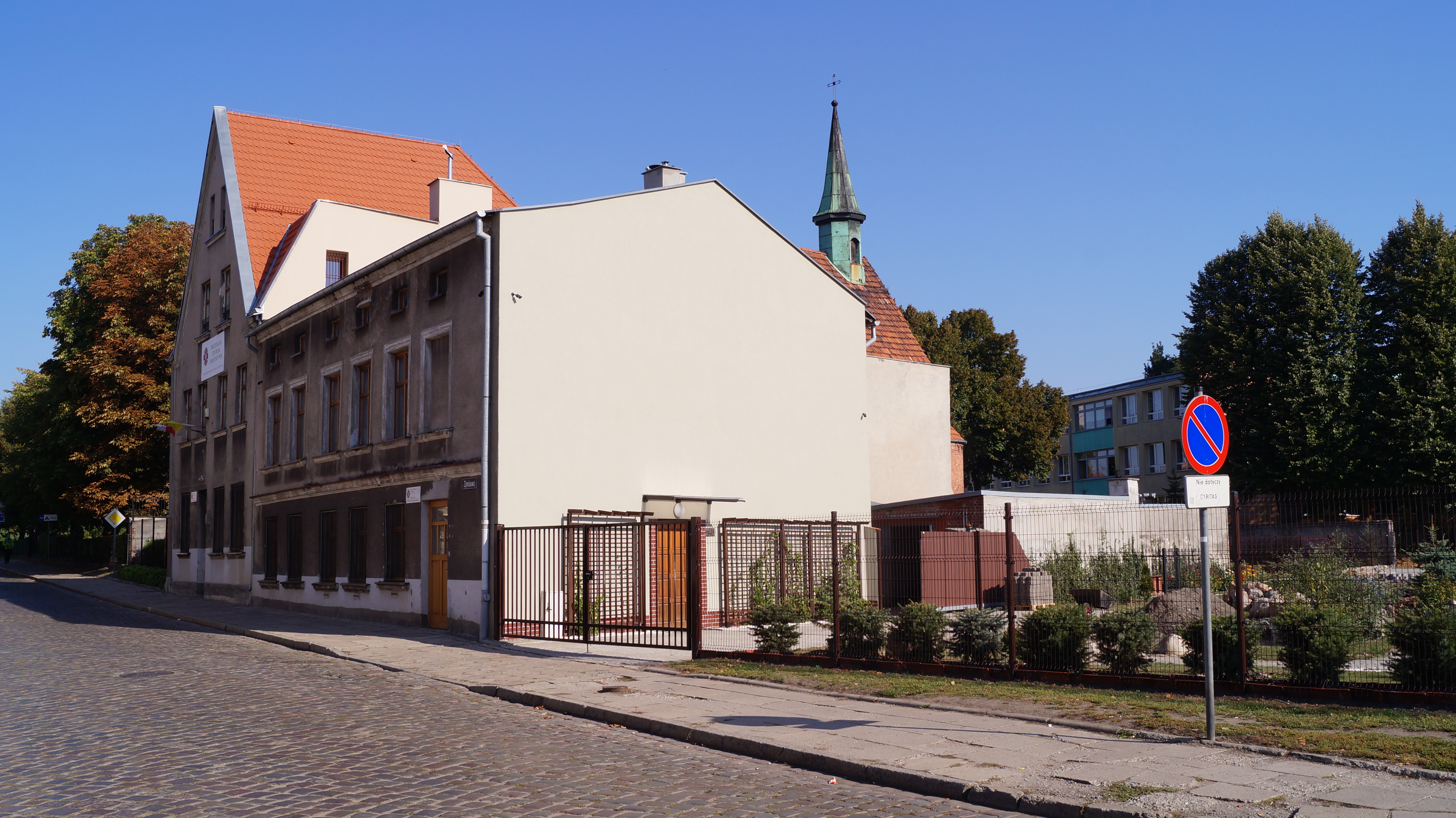
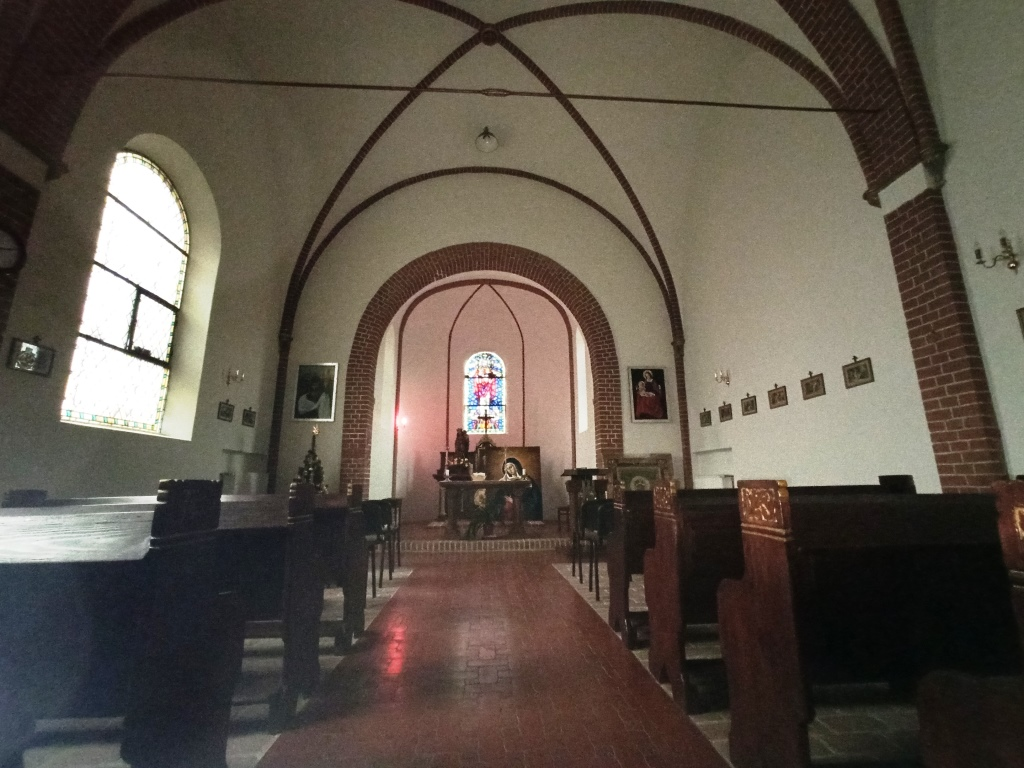
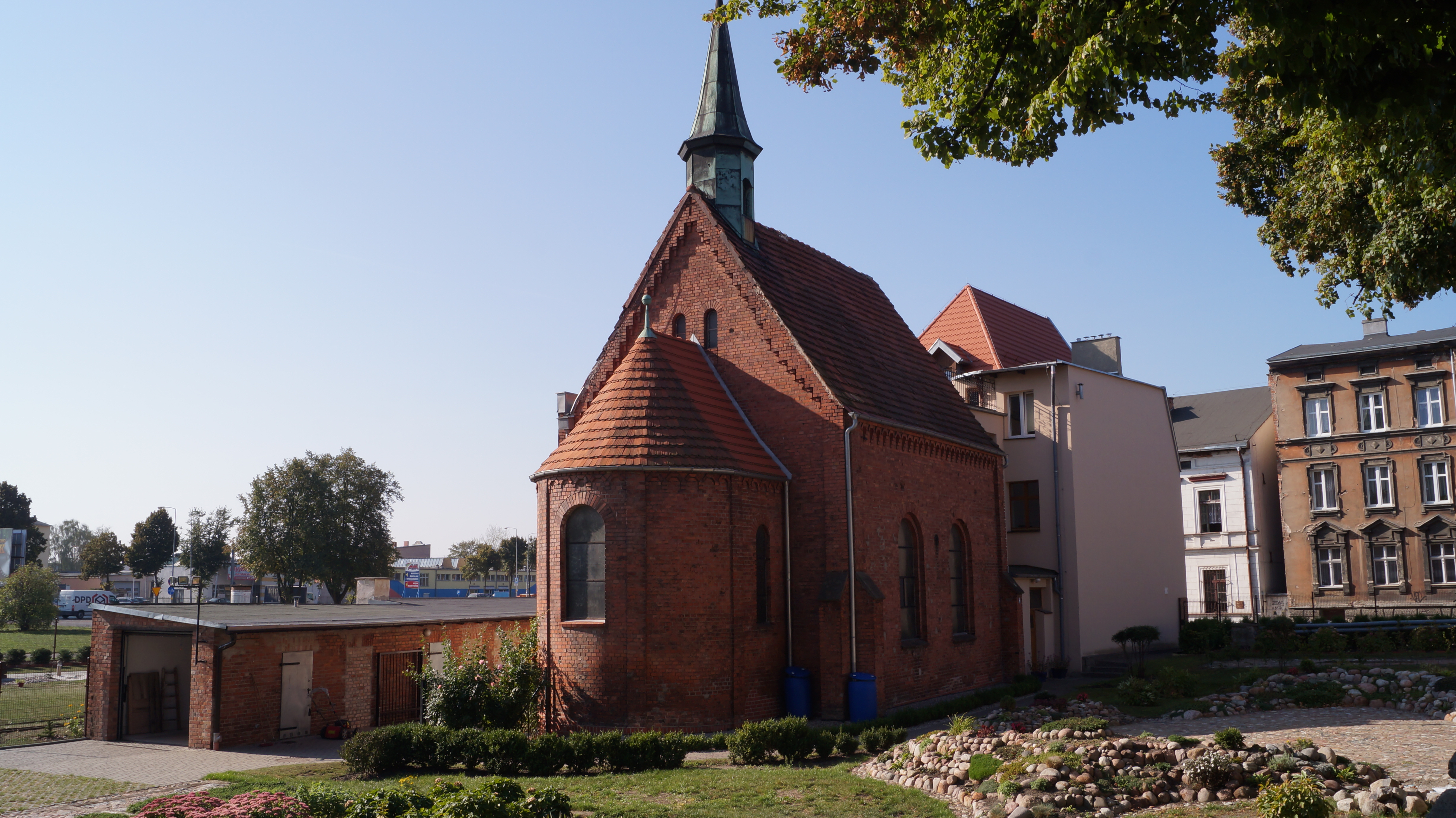